# 三菱地所ホーム
三菱地所ホーム株式会社（みつびしじしょホーム、英: MITSUBISHI ESTATE HOME CO.,Ltd.）は、三菱地所のグループ会社。東京都港区に本店を置く。戸建注文住宅（ツーバイフォー工法）を中心に事業展開をする三菱グループ唯一の住宅メーカー。全館冷暖房換気システムを業界でいち早く標準装備とした。

## 事業所
- 本社 - 東京都港区赤坂2-14-27　国際新赤坂ビル
- 東京事業部、東京西事業部、東京中央事業部、神奈川事業部、首都圏事業部、関西事業部

## 沿革
- 1975年（昭和50年）- 三菱地所に住宅事業研究室を設置、注文住宅の研究・開発に取り組む。
- 1984年（昭和59年）- 三菱地所ホーム株式会社設立。
- 1991年（平成3年）- 優良ツーバイフォー住宅建設業として登録。
- 1995年（平成7年）- 新商品セントラル冷暖房換気住宅「エアロテック」発表。大型定期借地権付分譲住宅（59区画）の販売を事業化。

- 1997年（平成9年）- エアロテック研究所を設立。
- 2001年（平成13年）- 新ブランド「三菱ホーム」の使用開始。50年建物検診システム「ホームドック50」を導入。
- 2006年（平成18年）- エアロテック×オール電化「Ecofeel ME」を発表。